# 読売教育賞
読売教育賞（よみうりきょういくしょう）とは、新聞記者の金久保通雄が企画し、1952年(昭和27年)に募集を開始した、日本において最高とされる教育に関する賞である。読売新聞社が日本における教育の充実と発展を祈願して開始された。
文化関連事業として、新聞記者の金久保通雄が企画し、1952年に開始された。各機関からも日本における最高の教育賞と高い評価を得ている。

## 受賞者（最新版）
2021年（第70回）
〈最優秀賞　9件〉
- 算数・数学教育　東京学芸大学付属国際中等教育学校教諭　小林廉
- 生活科・総合学習　長野県松本市立安曇小学校教諭　横山享司
- ＮＩＥ　東京都国分寺市立第五小学校養護教諭　増渕優花
- 幼児教育・保育　認定こども園  亀阜幼稚園教諭　  百未和子
- 外国語・異文化理解　甲陽学院中学高校元教諭　伊賀星道
- 理科教育　富山高等専門学校教授　河合孝恵
- 社会科教育　神戸山手女子中学高校教諭　近藤隆郎
- 地域社会教育活動　福井市立図書館主幹　岩城典子
- 美術教育　東京都世田谷区立太子堂小学校教諭　佐々木佳子

〈優秀賞　18件〉
- 国語教育　東明館中学校・高校（佐賀県）教諭　 久良木健志
- 算数・数学教育　神戸大学付属小学校副校長　赤川峰大
- 理科教育　滋賀県立河瀬中学校・高等学校教諭　久保川剛宏
- 社会科教育　ジャカルタ日本人学校教諭　宮本一輝
- 社会科教育　東京都葛飾区立新小岩中学校教諭　藤沢和駿
- 生活科・総合学習　栃木県立栃木工業高校電子情報科（山野井清秀教諭）
- 健康・体力づくり　佐賀県多久市立 東原庠舎中央校教諭　楠原克浩
- 外国語・異文化理解　山口県防府市立牟礼小学校教諭　植杉公哉
- 児童生徒指導　立命館宇治中学高校（京都府）教諭　石田あきら
- カリキュラム・学校づくり　愛媛県立松山商業高校（忽那浩校長）
- カリキュラム・学校づくり　福島県いわき市立高坂小学校教諭　田島裕司
- 地域社会教育活動　沖縄県南城市立大里北小学校教諭　儀間奏子
- ＮＩＥ　広島県海田町立海田西小学校（藤井雅子教諭）
- ＮＩＥ　埼玉県鴻巣市立赤見台第二小学校（江原新治校長）
- 幼児教育・保健　学校法人七松学園認定こども園七松幼稚園（兵庫県、亀山秀郎園長）
- 美術教育　福井県立武生高校教諭　伊藤裕貴
- 美術教育　滋賀県高島市立安曇川中学校教諭　堤祥晃